# Prawo
Prawo w ujęciu przedmiotowym – ogół praw i obowiązków adresatów prawa.
Prawo w ujęciu podmiotowym – wynika z prawa w ujęciu przedmiotowym i jest to prawo do czegoś, np. prawo do życia, prawo do zabezpieczenia społecznego, prawo do pracy. Wśród takich praw wyróżnia się prawa o charakterze społecznym, gospodarczym (ekonomicznym) i politycznym oraz dzieli na prawa podmiotowe I, II i III generacji. W prawie prywatnym przez prawo podmiotowe rozumie się często uprawnienie lub zespół uprawnień, a czasem też obowiązków powiązanych ze sobą funkcjonalnie, np. prawo własności, roszczenie o zapłatę.
Prawo w ujęciu przedmiotowym próbują definiować poszczególne osoby i przede wszystkim tzw. filozofie prawa.

## Definicja prawa według Sławomiry Wronkowskiej
Prawo według Sławomiry Wronkowskiej to system norm prawnych, czyli ogólnych, abstrakcyjnych i jednoznacznych dyrektyw postępowania, które powstały w związku z istnieniem i funkcjonowaniem państwa lub innego uporządkowanego organizmu społecznego, ustanowionych lub uznanych przez właściwe organy władzy odpowiednio publicznej lub społecznej i przez te organy stosowanych, w tym z użyciem przymusu.

## Definicje prawa według filozofii prawa
- Pozytywizm prawniczy – przyjmuje się w nim, że prawem właściwym jest prawo tworzone przez człowieka, ustawodawcę, suwerena. Prawo to ma postać ogólnych rozkazów (imperatywów), jakie jego adresaci mają wykonać pod groźbą kary, zwłaszcza zastosowania wobec nich środków przymusu fizycznego. Potencjalna treść takich rozkazów (imperatywów) nie napotyka tu na żadne ograniczenia, w szczególności nie musi się ona pokrywać z tym, co moralnie uchodzi za słuszne, zasadne czy sprawiedliwe. Sędziowie są tu tylko wykonawcami prawa, monteskiuszowskimi „ustami ustawy”. Samemu nie mogą go oni ani tworzyć, ani nie wolno im wpływać na jego kształt ponad to, na co wyraźnie zezwolił im ustawodawca[4].
- Normatywizm Hansa Kelsena – przyjmuje się w nim, że prawo składa się z norm, które stanowią „czyste” powinności – czyli są niezależne od tego, czy za ich nieprzestrzeganie spotka kogoś jakaś kara w świecie zewnętrznym. Normy te mogą się dzielić na wyższego i niższego rzędu. Wśród nich znajduje się też norma najwyższa. Stanowi ona przyczynę obowiązywania innych norm, które mogą się brać stąd, że wynikają logicznie z drugich lub są na ich podstawie (na mocy zawartego w nich upoważnienia) tworzone. Prawem jest więc system normatywny, jaki jest tworem hierarchicznym, autonomicznym, samoorganizującym i samostwarzającym się[5].
- Prawo natury (jusnaturalizm) – przyjmuje się w nim, że prawo właściwe nie jest prawem ustanawianym przez człowieka podług jego woli. Źródłem właściwego prawa jest albo Bóg (Stwórca), albo istota ludzka, jej dusza, natura lub rozum, albo natura społeczeństwa lub jakaś forma zbiorowej świadomości, albo sama przyroda tudzież porządek Wszechświata (Kosmosu) lub natura rzeczy jako takiej. Jest ono ważniejsze niż prawo tworzone przez ludzi, zwane tu prawem ludzkim (lex humana) lub prawem pozytywnym (ius positivum, ius positum). Rolą tego drugiego jest jedynie naśladownictwo, odwzorowywanie lub ewentualnie uszczegóławianie, uzupełnianie i zabezpieczanie przestrzegania prawa naturalnego. W razie zaś stwierdzenia, że takie odwzorowywanie/naśladowanie jest nieudolne, musi ono ustąpić – w zależności od poglądów różnych przedstawicieli tej filozofii – bądź zawsze, bądź wtedy, gdy jego konflikt z prawem natury jest wyraźny lub rażący[6].
- Amerykański realizm prawny – przyjmuje się w nim, że prawem jest to co robią sędziowie, a gdy jeszcze nie wydali oni wyroku w danej sprawie prognoza tego, jak w niej postąpią[7].
- Skandynawski realizm prawny – przyjmuje się w nim, że prawem są normy, których obowiązywanie (przestrzeganie) można zaobserwować, obserwując społeczeństwo. Normy te mają też być przez członków społeczeństwa internalizowane, wewnętrznie akceptowane[8].

## Koncepcje podstawowe Zygmunta Ziembińskiego
Zygmunt Ziembiński, rozważając problem wielości sposobów pojmowania prawa, wyróżnia spośród nich kilka podstawowych koncepcji i subkoncepcji, w tym:
- koncepcje normatywne, zgodnie z którymi prawo jest zespołem norm postępowania; w ramach koncepcji normatywnych współistnieją:
  - koncepcja pozytywistyczna, zgodnie z którą prawo obejmuje wyłącznie normy, które zostały ważnie ustanowione lub uznane przez kompetentny organ władzy publicznej, natomiast to, czy i jak wspomniane normy mają się do kryteriów pozaprawnych (np. przyjmowanych przez kogoś ocen moralnych), nie jest przedmiotem zainteresowania nauki prawa i nie ma żadnej doniosłości dla ważności i mocy tych norm;
  - koncepcja prawnonaturalna, zgodnie z którą prawo obejmuje tylko i wyłącznie te normy prawa pozytywnego, które pozostają w zgodzie z ustanowionymi przez absolutny autorytet (tj. przez Boga, Rozum etc.) normami moralnymi lub innymi, dającymi się wywieść z przyjętych przez ten autorytet ocen;
  - Koncepcje niepozytywistyczne, zgodnie z którymi prawo obejmuje normy prawa pozytywnego oraz inne elementy, które wyznaczają sposób rozumienia i stosowania norm prawa pozytywnego;
- koncepcje realistyczne, zgodnie z którymi przyjmuje się, że prawem jest zespół faktów społecznych lub psychicznych, związanych ze stanowieniem, obowiązywaniem i stosowaniem norm prawnych.

## Przykładowe teorie
Tomasz z Akwinu rozumiał prawo (lex) jako pewne promulgowane rozumowe rozporządzenie ustanowione dla dobra wspólnego przez osobę mającą pieczę nad wspólnotą.
Marksowsko-leninowska teoria prawa wywodzi, iż prawo, jako tzw. nadbudowa ideologiczna do społeczno-gospodarczej bazy, jest stanowione przez klasę panującą, w interesie tej klasy i w celu utrzymania jej panowania.
Odmienną od leninowskiej teorię prawa przedstawiał Frédéric Bastiat, francuski ekonomista wolnorynkowy, filozof i polityk. Według niego „prawo jest organizacją naturalnych praw dla legalnej obrony, jest stosowaniem wspólnej siły w zastępstwie sił indywidualnych dla legalnej obrony naturalnych praw człowieka: prawa do życia, do wolności i do własności”.

## Prawo prywatne a prawo publiczne
Prawo prywatne – reguluje stosunki prawne, jakie zachodzą między jednostkami, przy założeniu równości (równorzędności) podmiotów tych stosunków. Stosunki te są kształtowane głównie drogą dobrowolnych umów i innych dobrowolnych czynności prawnych. Od woli jednostek zależy tu też w znacznej mierze realizacja i dochodzenie przysługujących im praw. Państwo i jednostki samorządu terytorialnego działają w tym prawie na takich samych zasadach jak jednostki, nie będąc na ogół w żaden – zwłaszcza szczególny – sposób uprzywilejowanymi.
Prawo publiczne – reguluje stosunki prawne, jakie zachodzą między jednostką a państwem (jego instytucjami, organami, funkcjonariuszami) lub między jednostką a jednostkami samorządu terytorialnego (ich instytucjami, organami, funkcjonariuszami). Podmioty stosunków prawnych są tutaj względem siebie nierówne. Państwo i jednostki samorządu terytorialnego (uosabiające je instytucje, organy i funkcjonariusze administracji rządowej i samorządowej) są z definicji podmiotem silniejszym, a jednostki podmiotem słabszym (podporządkowanym, subordynowanym). Te pierwsze dysponują tzw. władztwem publicznym (administracyjnym), które polega na możliwości jednostronnego kształtowania uprawnień i obowiązków jednostek oraz na nakładaniu na nie kar i stosowaniu wobec nich środków przymusu.
W starożytności przyjmowano, że prawo prywatne chroni interes prywatny (indywidualny interes jednostek), a prawo publiczne interes państwa (interes ogółu).

## Gałęzie prawa
Gałąź prawa (dziedzina prawa, dział prawa) stanowi podsystem prawny głównego systemu prawnego, czyli podzespół norm prawnych, które ze względu na wybrane kryterium konstytuują względnie spójną całość.

### Podział ze względu na metodę regulacji
Prawo w pierwszej kolejności dzieli się na:
- Prawo wewnętrzne
- Prawo międzynarodowe
- Prawo unijne

Prawo wewnętrzne z uwagi na metodę regulacji dzieli się na:
- - Prawo prywatne
  - Prawo publiczne

Prawo prywatne dzieli się na:
- - Prawo cywilne reguluje relacje między podmiotami prawa w relacji poziomej, czyli żaden z podmiotów pozostających w stosunku prawnym nie jest władny narzucić swojej woli drugiej stronie (cywilnoprawna metoda regulacji)
  - Prawo pracy reguluje stosunki między pracodawcą a pracownikiem, a także organizacjami pracowników (związki zawodowe) metodą w zasadzie cywilnoprawną, jednak z dużym zakresem norm semiimperatywnych służących wyznaczeniu minimalnego poziomu ochrony pracownika (zobacz też: Kodeks pracy)
  - Prawo rodzinne i opiekuńcze
  - Prawo spółek handlowych
  - Prawo spółdzielcze
  - Prawo własności intelektualnej
  - Prawo wekslowe i czekowe
  - Prawo przewozowe
  - Prawo prywatne międzynarodowe

Prawo publiczne dzieli się na:
- - Prawo konstytucyjne – normuje podstawy ustroju prawnego, politycznego, gospodarczego i społecznego danego państwa. Określa ono przede wszystkim rodzaje, strukturę i sposób działania naczelnych organów państwowych oraz zawiera katalog podstawowych praw i wolności obywatelskich
  - Prawo karne – zbiór norm mających na celu eliminację zachowań aspołecznych najcięższej wagi, poprzez zastosowanie sankcji kary (karnoprawna metoda regulacji)
  - Prawo administracyjne – reguluje relacje między podmiotami w stosunku pionowym, tj. wówczas gdy jeden z podmiotów może władczo kształtować sytuację prawną drugiego podmiotu (administracyjnoprawna metoda regulacji)
  - Prawo finansowe
  - Prawo procesowe – normuje procedurę, w jakiej zapadają orzeczenia sądowe i decyzje administracyjne oraz podatkowe i w jakiej te orzeczenia/decyzje są potem wykonywane (egzekwowane).

Prawo administracyjne dzieli się na ustrojowe prawo administracyjne (państwowe i samorządowe) i materialne prawo administracyjne. W ramach tego drugiego można wymienić między innymi: prawo publiczne gospodarcze, prawo zamówień publicznych, prawo o ruchu drogowym, prawo wodne, prawo ochrony środowiska, prawo oświatowe, prawo szkolnictwa wyższego, prawo stowarzyszeń, prawo o aktach stanu cywilnego, prawo ochrony danych osobowych, prawo bankowe, prawo lotnicze, prawo rolne, prawo morskie, prawo turystyczne, prawo budowlane, prawo telekomunikacyjne, prawo energetyczne, prawo geologiczne i górnicze, prawo ubezpieczeń społecznych, prawo medyczne, prawo weterynaryjne i sanitarne, prawo wyborcze, prawo wojskowe, prawo policyjne, prawo łowieckie, prawo wyznaniowe.
Prawo finansowe (zwane czasem też skarbowym) dotyczy materii związanych ze środkami płatniczymi, dochodami (przychodami) i wydatkami (rozchodami) oraz instrumentami finansowymi. Dzieli się ono przede wszystkim na prawo budżetowe (które normuje kwestie związane z przygotowaniem i uchwaleniem budżetu państwa i jednostek samorządu terytorialnego), prawo podatkowe (które normuje kwestie związane z nakładaniem i poborem podatków oraz innych podobnych opłat i danin publicznych), prawo celne (które normuje kwestie związane z opłatami celnymi), prawo dewizowe (które normuje kwestie związane ze środkami płatniczymi), prawo rynku finansowego (które normuje kwestie związane z obrotem instrumentami finansowymi) i prawo rachunkowe (które normuje sposób, w jaki mają być prowadzone księgi rachunkowe).
Prawo procesowe (proceduralne, formalne) dzieli się na: prawo postępowania cywilnego, prawo postępowania karnego, prawo postępowania administracyjnego i prawo postępowania podatkowego.

### Podział ze względu na przedmiot regulacji
Podziału prawa na gałęzie można także dokonać w płaszczyźnie przedmiotu regulacji danego zespołu norm. Jako przykładowe gałęzie wedle tego kryterium wymienia się m.in.:

- prawo autorskie
- prawo bankowe
- prawo wekslowe
- prawo czekowe
- prawo budowlane
- prawo celne
- prawo człowieka
- prawo dziecka
- prawo energetyczne
- prawo kanoniczne
- prawo konstytucyjne
- prawo konfliktów zbrojnych
- prawo lotnicze
- prawo medyczne
- prawo międzynarodowe
- prawo naukowe
- prawo o ruchu drogowym
- prawo o szkolnictwie wyższym
- prawo ochrony środowiska
- prawo podatkowe
- prawo prasowe
- prawo rolne
- prawo upadłościowe
- prawo wyznaniowe

## Źródła prawa
Źródło prawa to to, co stanowi prawo, albo to, co nie stanowi oficjalnie prawa, ale ma duży wpływ na kształt, jaki prawo posiada.
Tradycyjnie źródła prawa dzieli się na źródła powstania prawa (z łac. fontes iuris oriundi) i źródła poznania prawa (z łac. fontes iuris cognoscendi). Pierwsze oznaczają to, co powoduje lub przyczynia się do powstania prawa, drugie to, co umożliwia zapoznanie się z treścią prawa.
Do źródeł prawa zaliczamy przede wszystkim:
- akty prawa stanowionego, takie jak konstytucje, ustawy, rozporządzenia, uchwały, zarządzenia, edykty, dekrety, patenty, ordonanse, kodeksy itp.
- dotychczas wydane orzeczenia sądowe, zwane powszechnie precedensami
- prawne zwyczaje
- umowy, traktaty, układy, konwencje, przymierza, pakty, konkordaty, porozumienia, karty, deklaracje, zakładowe i ponadzakładowe układy zbiorowe pracy itp.
- poglądy i opinie uczonych w prawie
- w niektórych państwach święte księgi jak np. Koran (patrz: prawo szariatu)
- nakazy rozumu, poczucie tego co słuszne i zasadne albo odwieczne prawa boskie lub prawa przyrody
- potrzeby i nastroje społeczne, aktualne wyzwania gospodarcze i polityczne, układ sił politycznych w parlamencie, powszechnie głoszone i wyznawane poglądy oraz ideologie, możliwości, jakie zostały uzyskane dzięki rozwojowi techniki itp.[18].

Ze względu na dopuszczalność istnienia różnych źródeł prawa, można wyróżnić w kulturze zachodniej dwa systemy prawne: anglosaski system common law i kontynentalny system prawa. Podstawową różnicą między nimi (przynajmniej ze względu na źródła prawa) jest to, że system common law dopuszcza tworzenie prawa przez sądy w wyniku precedensowych rozstrzygnięć. Pamiętając o tym, że również w wielu kontynentalnych systemach prawnych wyroki sądów (zwłaszcza najwyższych) mają znaczenie przy późniejszych interpretacjach prawa stanowionego (i mogą zapoczątkować jakąś „linię” orzecznictwa), zwrócić należy uwagę, że wyroki sądów w kontynentalnych systemach prawa mają jednak o wiele mniejsze znaczenie niż wyroki sądów w systemach common law. Te ostatnie bowiem tworzą prawo, a te pierwsze tylko je interpretują.
Fakt, że w systemach typu common law sądy biorą udział w tworzeniu prawa nie oznacza jednak braku wpływu normalnych demokratycznych władz na tworzenie prawa w państwach stosujących ten system. Bowiem obok prawa precedensowego (czyli właśnie common law) egzystuje również tzw. statute law, czyli prawo stanowione przez organ przedstawicielski (parlament).

## Rodzaje prawa
- prawo pozytywne
  - prawo stanowione (ustawowe) (ang. statutory law)
  - prawo precedensowe (sądowe) (ang. case law)
  - prawo zwyczajowe
  - prawo kontraktowe (umowne, konsensualne)
  - prawo prawnicze
  - prawo religijne
- prawo natury (zwane też prawem naturalnym)[19].

## Interpretacja tekstu prawnego
Prawo zasadniczo interpretuje się na trzy sposoby: językowy, celowościowy i systemowy.
Litera prawa pisanego może być interpretowana w różny sposób, i często prawo de facto zmienia się z czasem, pomimo iż formalnie cały czas ma się do czynienia z tym samym tekstem prawa. Ewolucję taką widać na przykład w przypadku Konstytucji Stanów Zjednoczonych, w której wiele przepisów Konstytucji było reinterpretowanych w sposób, który uczynił ich odmiennym od znaczenia jakie miały one w chwili powstania – pomimo iż nie została zmieniona ich treść. Koncepcja dynamicznej (zmieniającej się w czasie) interpretacji prawa znajduje szerokie uznanie w szybko zmieniających się współcześnie realiach, chociaż nie powinna być standardem przy interpretacji tekstu, a jedynie subsydiarną (pomocniczą) formą przy wykładni językowo-gramatycznej oraz systemowej.

## Nauki prawne

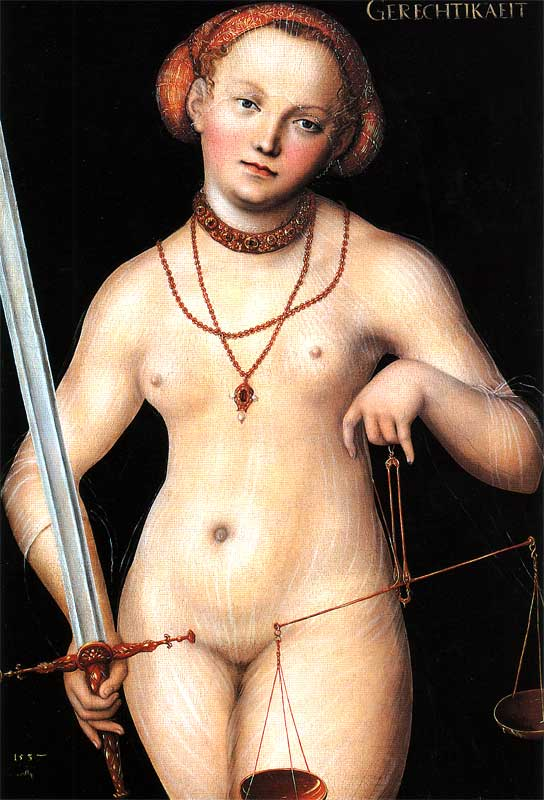
Iustitia – personifikacja sprawiedliwości (Lucas Cranach d. Ä., 1537. Amsterdam, Fridart Stichting)

Najczęściej wyróżnia się trzy działy nauk prawnych:
- Dogmatyka prawa (szczegółowe nauki prawne) – zajmuje się opisem, systematyzacją i wykładnią prawa obowiązującego. W ramach dogmatyki prawa wyróżnia się dyscypliny odpowiadające różnym gałęziom prawa:
  - konstytucjonalistyka
  - procesualistyka
  - karnistyka (penalistyka)
  - cywilistyka
  - administratywistyka
  - internacjonalistyka
- Ogólne nauki o prawie – zaliczane są tu dyscypliny zajmujące się ogólnymi zagadnieniami związanymi z prawem:
  - filozofia prawa – najstarsza z ogólnych nauk o prawie, zajmująca się filozoficzną refleksją nad prawem, jego istotą i celem,
  - teoria prawa – zajmuje się ogólnymi i wspólnymi zagadnieniami nauk dogmatycznoprawnych (problemy stosowania, wykładni, obowiązywania prawa, czy budowy systemu prawnego)
  - metodologia prawa – wskazuje na metody, jakie są stosowane w naukach prawnych, a także uwypukla specyfikę prawa i nauk prawnych na tle innych dyscyplin naukowych i przedmiotu badań, jakie są w ich zakresie przeprowadzane
  - psychologia prawa
  - socjologia prawa
  - logika prawnicza
  - etyka prawnicza – zajmuje się uwarunkowaniami moralnymi i dylematami moralnymi, jakie wiążą się z tworzeniem prawa, świadczeniem usług prawniczych oraz wydawaniem wyroków sądowych i decyzji administracyjnych
  - antropologia prawa – bada związki prawa z kulturą.

- Nauki historycznoprawne:
  - Historia prawa – bada historię systemów prawnych
  - prawo rzymskie – bada prawo obowiązujące w starożytnym Rzymie
  - historia ustrojów państwowych – bada historię ustrojów państwowych
  - historia doktryn politycznych i prawnych – bada rozwój idei politycznych i prawnych oraz ich wpływ na kształtowanie się instytucji prawnych.

Wiele innych nauk zalicza się do tzw. nauk pomocniczych prawoznawstwa. Są to m.in. kryminalistyka, kryminologia, medycyna sądowa, informatyka prawnicza, wiktymologia, penologia, nauki penitencjarne, nauki o polityce kryminalnej, cybernetyka prawnicza, statystyka prawnicza, prawometria.

## Stosowanie prawa
Stosowanie prawa oznacza autorytatywne przypisywanie danemu stanowi faktycznemu skutków prawnych na podstawie obowiązującego prawa.
Prawo stosuje się za pomocą:
- sylogizmu prawniczego
- analogii
- ważenia przeciwstawnych zasad
- modelu argumentacyjnego
- naturalnego modelu stosowania prawa[22].

## Przestrzeganie prawa w praktyce
Wiele norm prawnych nie jest w praktyce przestrzeganych. Wynika to z różnych czynników m.in.:
Przyzwolenie na łamanie normy prawnej – świadomy i celowy brak reakcji ze strony społeczeństwa czy organów mających prawa te egzekwować sprawia, że reguły te nie są prawem obowiązującym w danym społeczeństwie, a ściślej, że zostały uchylone na mocy tzw. desuetudo. Jeżeli brak reakcji organów państwa nie jest świadomy (np. funkcjonariusze publiczni nie wiedzą, że dane zachowanie jest niedozwolone bądź nakazane przez prawo; albo nie podejmują działań nie dlatego, że negatywnie oceniają normę prawną, tylko dlatego, że im się nie chce) mamy do czynienia z „martwym prawem”, które obowiązuje, ale po prostu nie jest przestrzegane. Tak ma się to np. z zakazem homoseksualnych stosunków płciowych w niektórych stanach USA czy zakazem rozpowszechniania utworów, które są objęte prawami autorskimi, które nie są już aktywnie egzekwowane (abandonware). Występuje też sytuacja niewielkiej, choć niezerowej egzekwowalności – np. w przypadku zakazu czerpania korzyści majątkowej z cudzej prostytucji czy też wymiany plików objętych prawami autorskimi w sieciach P2P.
Lex imperfecta (norma niedoskonała) – istnieje norma sankcjonowana, która nakazuje lub zakazuje określonego zachowania, lecz w systemie prawa brak sprzężonej z nią normy sankcjonującej, która przewidywałaby sankcję za niezachowanie się w określony sposób.